# Полтавське (Керченський район)
Полта́вське (крим. Poltavske; до 2023 року — Ле́нінське) — село Керченського району Автономної Республіки Крим.
Відстань від райцентру до населеного пункта становить 45 кілометрів по прямій.

## Історія
Територія, на якій розташоване село Полтавське, була залюднена ще в V тисячолітті до н. е., про що свідчать кам'яні знаряддя праці доби неоліту, виявлені на південний схід від села. Залишки поселень періоду міді й бронзи дають підставу вважати, що життя тут продовжувалося і в III—II тисячоліттях до н. е. У курганах поблизу села досліджено також скіфські поховання VI—IV ст. до н. ери.
Село засноване на початку 40-х років XIX століття під назвою Петрівське. Його населення становили відставні солдати й кріпосні селяни, привезені сюди з Полтавської і Харківської губерній генерал-лейтенантом П. А. Ладанським.
У 1921 році ніби «на прохання мешканців» село перейменували на Ленінськ, а у 1945 році — на Ленінське.
У 2015 році село було внесено до переліку населених пунктів, які потрібно перейменувати згідно із законом «Про засудження комуністичного та націонал-соціалістичного (нацистського) тоталітарних режимів в Україні та заборону пропаганди їхньої символіки».
12 травня 2016 року постановою Верховної Ради України № 1352-VIII село перейменовано на Полтавське відповідно до вимог закону «Про засудження комуністичного та націонал-соціалістичного (нацистського) тоталітарних режимів в Україні та заборону пропаганди їхньої символіки». Постанова набрала чинности у 2023 році.